# 선동

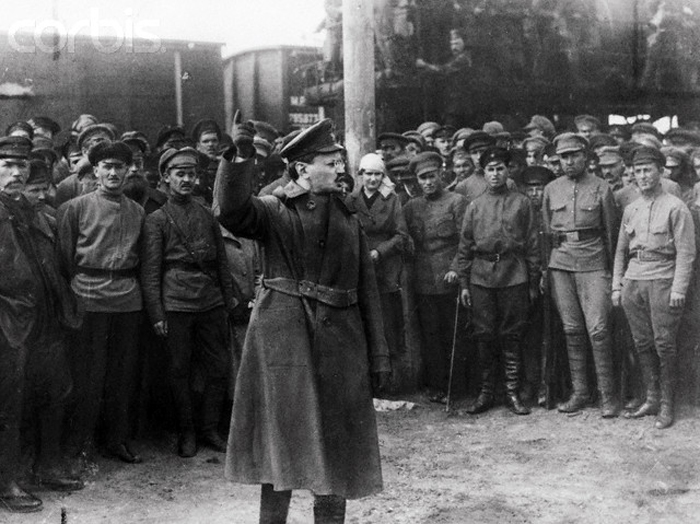
폴란드-소비에트 전쟁 와중 병사들을 선동하는 트로츠키.

선동(煽動, 영어: agitation)은 개인 또는 집단을 부추김으로서 특정 단체가 원하는 일이나 행동에 나서도록 유도하는 행위이다. 특히 부정적인 정보 조작을 통해 이익을 얻으려 벌이는 선전을 나타내는 말로도 쓰인다.

## 사례

### 대한민국의 법률
- 대한민국 법 중에 국가보안법 제7조 1항에 의하면

1. 국가의 존립·안전이나 자유민주적 기본질서를 위태롭게 한다는 점을 알면서 반국가단체나 그 구성원 또는 그 지령을 받은 자의 활동을 찬양·고무·선전 또는 이에 동조하거나 국가변란을 선전·선동한 자는 7년 이하의 징역에 처한다.<개정 1991·5·31>